# جائزة بلجيكا الكبرى 1976
جائزة بلجيكا الكبرى 1976 هو سباق فورمولا 1 أقيم بتاريخ 16 مايو 1976 في بلجيكا. كان الخامس من أصل 16 في بطولة العالم لسباقات الفورمولا واحد موسم 1976. حلّ النمساوي نيكي لاودا أولا بينما جاء السويسري كلاي ريجاتسوني في المركز الثاني وحصل على المركز الثالث الفرنسي جاك لافيت.

## وصلات خارجية
- الموقع الرسمي